# Nicholas Morris
Nicholas Morris (* 1967 in Kingston, Jamaika) ist ein aus Jamaika stammender deutscher Installationskünstler und bildender Künstler.

## Leben
Morris verbrachte seine Kindheit in Jamaika und auf Barbados. Danach lebte und studierte er in den USA und im Vereinigten Königreich. Er ist Absolvent des Dartmouth College (BA 1989), Duncan of Jordanstone College of Art an der schottischen University of Dundee  („Postgraduate Diploma in Visual Art“ 1990) und der Stanford University (M.F.A. 1994). Mitte der 1990er Jahre kehrte er nach Jamaika zurück, wo er von 1995 bis 2001 Malerei und Installation am Edna Manley College of Visual and Performing Arts in Kingston lehrte. Morris war, bis zu ihrem Tod im Jahr 2015, verheiratet mit der deutschen jüdischen Künstlerin Ritula Fränkel, die langjährig in Jamaika lebte. 2001 ließ sich das Paar in Darmstadt nieder und Morris war als Lehrer an der Bertolt-Brecht-Schule Darmstadt tätig. In Folge schufen sie – neben Workshops mit Schülern zur jüdischen Geschichte, Vortrags- und Lehrtätigkeit – gemeinsame Installationen und Kunstprojekte, wie das „Denkzeichen Güterbahnhof“. Gefördert durch das Moldaustipendium des Hessischen Ministeriums für Wissenschaft und Kunst arbeiteten sie 2005/2006 zusammen im Egon Schiele Art Centrum im tschechischen Český Krumlov. Nach 2006 entschied Morris sich zur Annahme der deutschen Staatsbürgerschaft. 2008 bis 2009 entwickelten sie das künstlerisch-didaktische Konzept zum „Erinnerungsort Liberale Synagoge Darmstadt“. 2013 widmeten sie sich der Einrichtung des jüdischen Museums Darmstadt.
Geprägt durch das jüdische Elternhaus seiner Frau und seine eigene Familiengeschichte – die Großeltern seines Vaters waren sephardische Juden –  haben ihre gemeinschaftlichen Kunstinstallationen meist einen Bezug zur jüdischen Kultur und Geschichte, „getragen von dem Wunsch der Verständigung und dem Anspruch des Lernens über historische Zusammenhänge“. In seinen Bildern und Installationen beschäftigt Morris sich vielfach mit den Themen Migration, Diaspora und kulturelle Identität.

## Ausstellungen und Werke im öffentlichen Raum

### X-ODUS
Für die Ausstellung X-ODUS schufen Ritula Fränkel und Nicholas Morris aus persönlichen Gegenständen, Fotos und Dokumenten sowie anhand der Erzählungen von Überlebenden der Schoa „ein visuelles Erinnerungstagebuch in vier Kapiteln: Überleben, Wiederleben, Weiterleben, Neues Leben“. Ergänzend zeigt ein interaktives Würfelpuzzle Berliner Synagogen um 1885, ihren Zustand nach dem Krieg und das Richtfest der Neuen Synagoge Oranienburger Straße 1990. Die Ausstellung wurde 2001/2002 in der Darmstädter Synagoge und der ehemaligen Synagoge Pfungstadt gezeigt sowie 2004 im Jüdischen Museum Berlin.

### Josefs Mantel
Das Werk Josefs Mantel des Künstlerpaars aus dem Jahr 2001 ist Teil der Dauerausstellung im Haus der Europäischen Geschichte in Brüssel, Themenabschnitt „Wiederaufbau eines geteilten Kontinents“.

### Denkzeichen Güterbahnhof

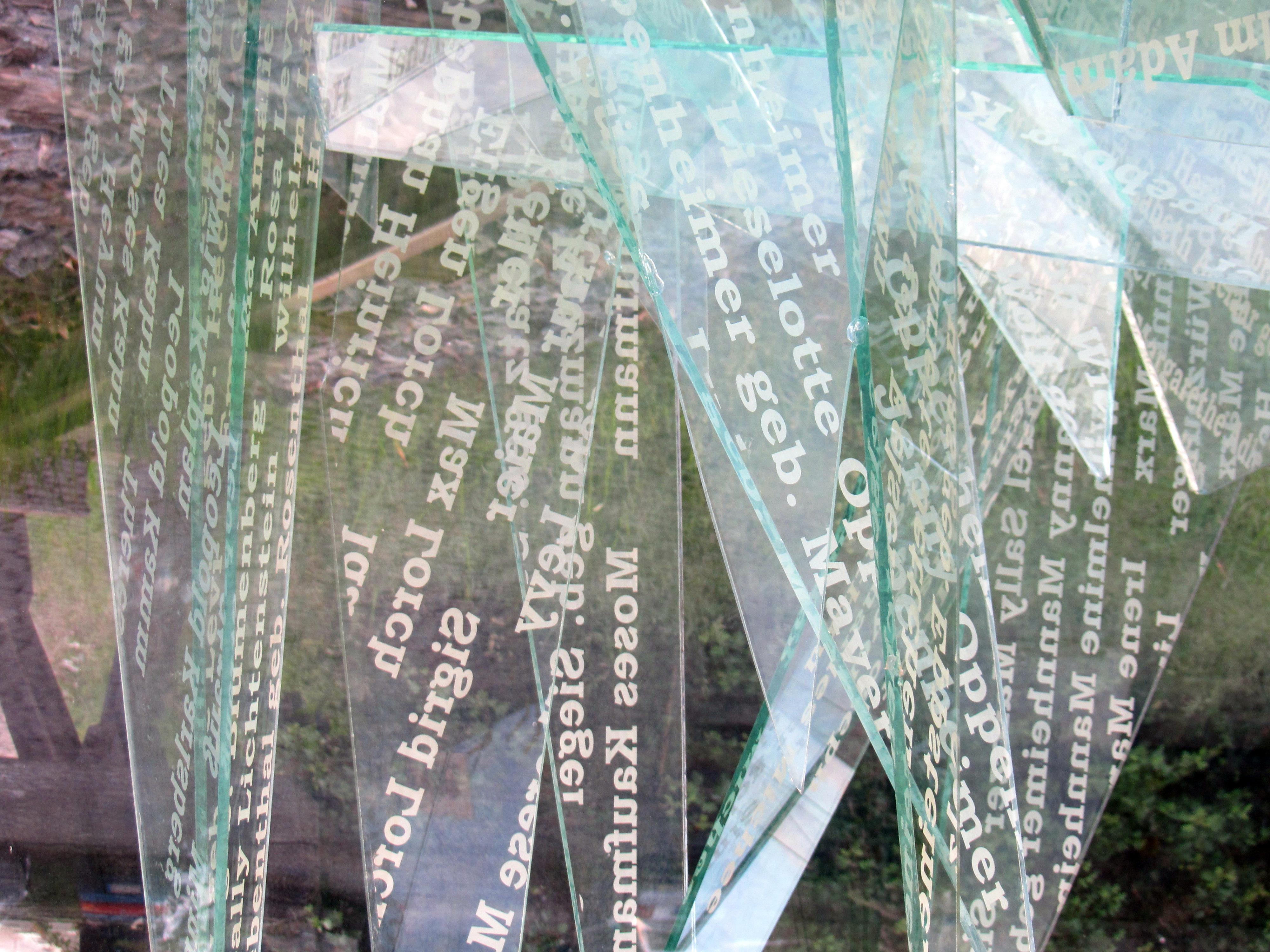

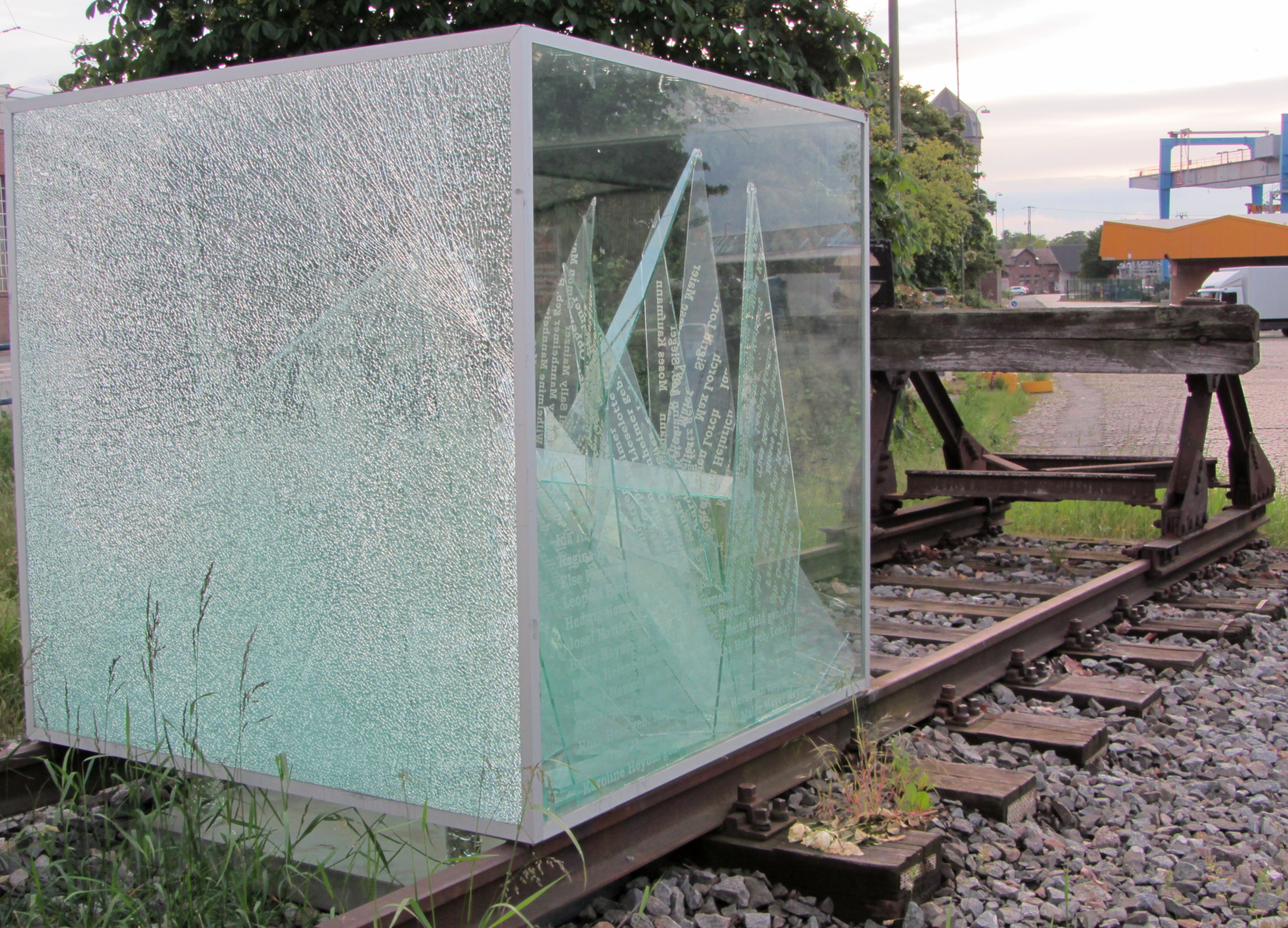

2004 übernahm Morris gemeinsam mit seiner Frau die künstlerische Gestaltung und Umsetzung des „Denkzeichen Güterbahnhof“ auf dem der Deutsche Bahn AG gehörenden Gelände am Güterbahnhof Darmstadt Ecke Bismarckstraße/Kirschenallee. Der öffentliche Gedenkort erinnert an die mehr als 3000 Juden, Sinti und Roma, die vom ehemaligen Güterbahnhof Darmstadt mit Viehwagen in Konzentrationslager deportiert und Opfer des Holocaust wurden. Für ein Mahnmal am Ausgangsort der Deportation hatte sich seit 2002 die „Initiative Denkzeichen Güterbahnhof“ bemüht. Auf einem Stück Gleise, die mit Schotter ausgefüllt sind, und an einem verrosteten Prellbock enden, steht ein 800 Kilogramm schwerer Glaskubus aus Panzerglas mit jeweils 150 cm Seitenlänge. Damit der Kubus von innen nicht beschlägt, entwickelten die Künstler mit der ausführenden Glasbaufirma Derix aus Taunusstein eine Konstruktion, die das Denkzeichen von unten belüftet und entfeuchtet. Im Inneren befinden sich gravierte Glasscherben, bestehend aus absichtlich zerbrochenen Glasscheiben, die zuvor mit Hunderten Namen von 1942 und 1943 aus Darmstadt und dem ehemaligen Volksstaat Hessen deportierten Juden und Sinti beschriftet wurden. 2006 wurde der Kubus stark beschädigt und musste 2012/2013 komplett erneuert werden. 2013 wurde eine Seite des Glaswürfels durch Vandalismus in Mitleidenschaft gezogen, die Spuren dem Wunsch der Künstler folgend aber nicht beseitigt. Wegen Bauarbeiten an der Bismarckstraße wurde das Mahnmal 2014 auf das Gelände der Jüdischen Gemeinde Darmstadt an der Wilhelm-Glässing-Straße versetzt. 2017 konnte es wieder an seinem ursprünglichen Standort aufgestellt werden.

### Erinnerungsort Liberale Synagoge Darmstadt

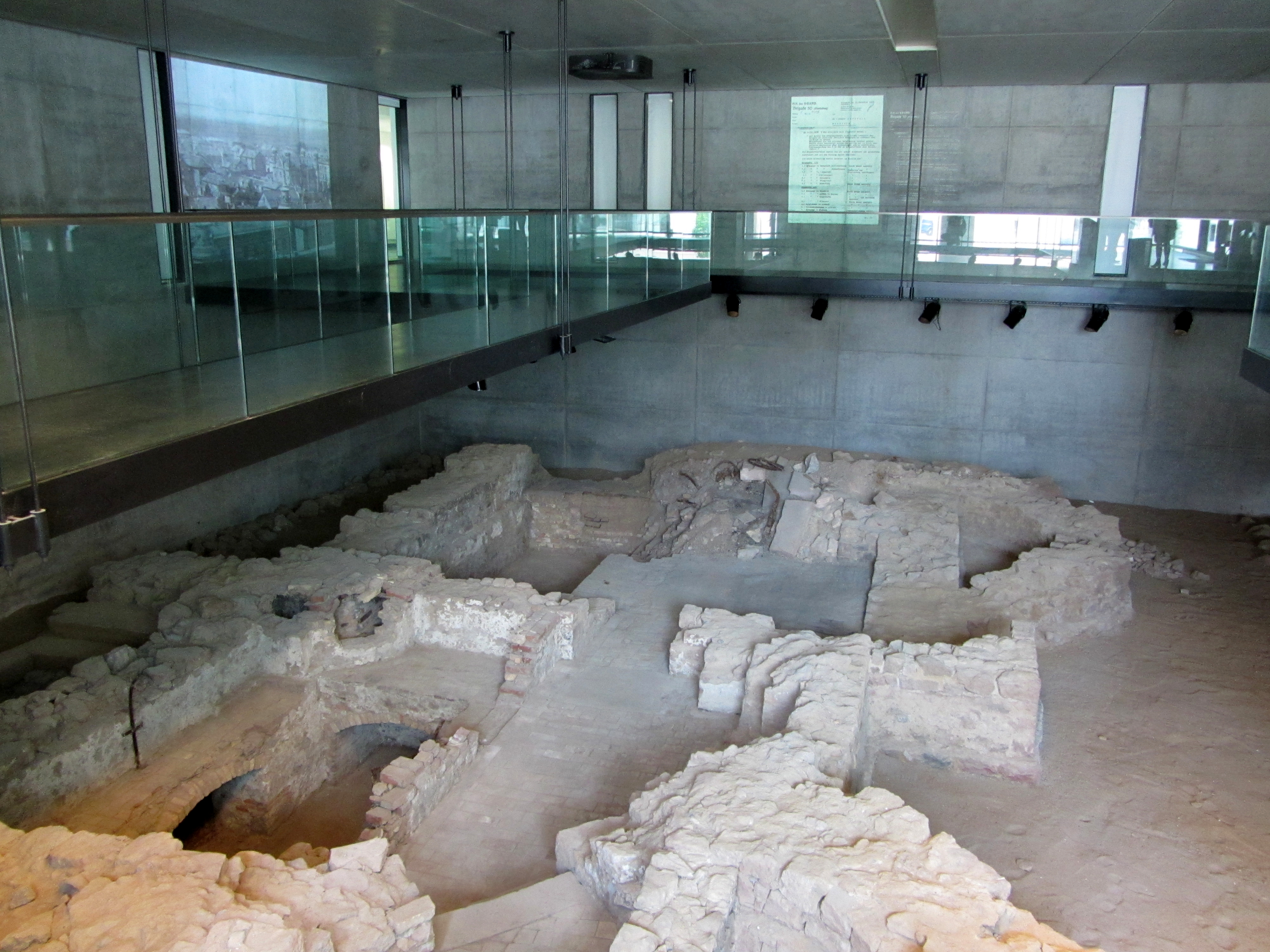

Nachdem im Oktober 2003 bei Aushubarbeiten für einen Neubau im Städtischen Klinikum Überreste der während der Novemberpogrome 1938 niedergebrannten Liberalen Synagoge entdeckt worden waren, berief der Magistrat der Stadt Darmstadt einen Runden Tisch zur Konzeption einer Gedenkstätte im Innern des geplanten Krankenhausbaus ein. Darauf aufbauend entwickelten Ritula Fränkel und Nicolas Morris ab 2006 im Auftrag der Stadt Darmstadt die konzeptionelle und didaktische Gestaltung. Sie umfasst einen multimedialen Erinnerungs-Parcours aus zehn Stationen, in den Boden eingelassene Zitate, eine großformatige historische Ansicht der Synagoge als transparenter Fotoaufdruck auf der Fensterfront, Infoterminal, Hör- und Filmstationen mit Zeitzeugeninterviews,  Bildschirme, Videoleinwände sowie Installationen mit historischen Texten, Bildern und Fundstücken. Am 9. November 2009 wurde der Erinnerungsort Liberale Synagoge Darmstadt offiziell eingeweiht.

### Museum der jüdischen Gemeinde Darmstadt
2013 wurde das Museum der jüdischen Gemeinde Darmstadt neu eröffnet. Das Künstlerpaar gestaltete dazu innerhalb von zwei Jahren den 1991 in der ersten Etage des Gemeindehauses eingerichteten Schauraum zu einem interaktiven Lernort um, in dem alle Exponate angefasst werden dürfen, „als Lernort, an dem die Geschichte der Juden in Darmstadt kennen gelernt werden kann, um jüdisches Leben nicht aus der Perspektive der „Opfersicht“ zu sehen und um Alltagsleben und jüdisches kulturelles Leben zu vermitteln.“ Das Museum zeigt nach dem Krieg im Darmstädter Schloss gefundene Dokumente und Kultgegenstände, eine faksimilierte Kopie der spätmittelalterlichen Darmstädter Haggadah aus dem Jahr 1430, die in der Universitäts- und Landesbibliothek Darmstadt aufbewahrt wird, den Tora-Schrank aus dem ersten Bethaus nach dem Holocaust in der Osannstraße sowie Erinnerungsstücke, Fotos und Dokumente. 2015 kam ein vom Künstlerpaar konzipierter Medientisch mit zwei großen Touchscreens hinzu, der Informationen, Fotos und Animationen über jüdische Biografien, jüdisches Leben in Darmstadt und der Region enthält.

## Veröffentlichungen
- Ritula Fränkel, Nicholas Morris: X-odus : Installation im Jüdischen Gemeindezentrum Darmstadt, 10. Juni–24. Juli 2001. Jüdisches Gemeindezentrum Darmstadt, 2001
- Ritula Fränkel, Nicholas Morris: Das künstlerische Konzept zum „Denkzeichen Güterbahnhof“. In: Renate Dreesen, Christoph Jetter: Darmstadt als Deportationsort: Denkzeichen Güterbahnhof : zur Erinnerung an die unter dem Nazi-Regime aus dem ehemaligen Volksstaat Hessen deportierten Juden und Sinti. Initiative "Gedenkort Güterbahnhof Darmstadt", 2004